# Roger Waters
George Roger Waters (Great Bookham, 1943. szeptember 6. –) BAFTA-díjas angol énekes, basszusgitáros és zeneszerző. Leginkább a Pink Floyd tagjaként ismert; 1965-től a zenekar basszusgitárosa, 1968-tól pedig fő dalszerzője és egyik énekese volt. A Pink Floyd frontembereként hatalmas nemzetközi sikereket értek el olyan koncepcióalbumokkal, mint a The Dark Side of the Moon, Wish You Were Here, Animals és a The Wall. Az 1980-as évekre a zene történelmének egyik legsikeresebb zenekara lettek, mind kereskedelmi, mind kritikai téren. 2013-ig több mint 250 millió albumot adtak el világszerte.
1985-ös kiválását követően meglehetősen sikeres szólókarriert kezdett, melynek eredménye négy stúdióalbum és az egyik legnagyobb koncert a rock történetében, a The Wall berlini előadása 1990-ben, több mint 200.000 nézővel. 2005-ben beiktatták a Rock and Roll Hall of Fame-be. 2005. július 2-án, a Live 8 londoni koncertjén újra együtt zenélt a Pink Floyddal, 1981 óta első alkalommal. November 17-én, Rómában pedig bemutatták első, Ça Ira című operáját (az album már szeptember 26-án megjelent). 2006-ra egy nyári európai és egy őszi amerikai turnét szervezett; utóbbi a The Dark Side of the Moon Live Turné. Ezeken az előadásokon a teljes The Dark Side of the Moon mellett más dalok is elhangzottak, a Pink Floydtól és saját albumairól egyaránt. A turné kirobbanó siker lett, így 2007-ben Ausztráliában, Délkelet-Ázsiában, Dél-Amerikában, valamint Európában és az Egyesült Államokban folytatódott. 2010-ben a The Wall Live turnét indította el, ami a legsikeresebb turné volt amit szóló zenész valaha előadott.

## Pályafutása

### Ifjúkora (1943–1965)
George Roger Waters néven született 1943. szeptember 6-án a Leatherhead közelében lévő Great Bookhamben, Mary és Eric Fletcher Waters gyermekeként. A két testvérből ő volt a fiatalabbik. Apja – aki egy szénbányász, egy kiemelkedő munkáspárti vezető unokája volt – iskolai tanár, jámbor keresztény és az angol kommunista párt tagja volt. 1944-ben Anziónál esett el, amikor Roger még csak öt hónapos volt.
Syd Barrett-tel a hills road-i Morley Memorial Junior Schoolba, majd a Cambridge County School for Boysba (ma Hills Road Sixth Form College) járt, David Gilmour pedig a The Perse School tanulója volt (ugyanabban az utcában). Nick Masonnel és Richard Wrighttal a Regent Street Polytechnicben találkozott, ahol mindhárman építészetet tanultak. Rendszeresen sportolt, Grantchester Meadowsnál gyakran úszott a Camben. 15 évesen a YCND (a nukleáris fegyverkezés beszüntetéséért harcoló szervezet) elnökségi tagja volt.

### Pink Floyd (1965–1985)
1965-ben megalakult a Pink Floyd, melynek tagjai Waters mellett az énekes-gitáros-dalszerző Syd Barrett, Richard Wright és Nick Mason voltak. Bár a legtöbb dalt Barrett írta, első albumukon, a The Piper at the Gates of Dawnon szerepelt Waters első saját dala, a Take Up Thy Stethoscope and Walk. Az albumot a rajongók és a kritikusok is kedvezően fogadták, a Beatles mellett a Pink Floyd lett az egyik legnépszerűbb brit zenekar.
Egyre kiszámíthatatlanabb viselkedése és romló mentális állapota miatt Barrett 1968-ban kiszállt a zenekarból. Akkoriban sokan azt mondták, hogy a tehetséges dalszerző nélkül nem tudják megtartani frissen szerzett hírnevüket. Hogy ezt elkerüljék, Waters vette át a művészeti irányítást. David Gilmourral – akit először Barrett mellé, majd annak helyére szerződtettek – sikerült visszahoznia a zenekart az elismert előadók sorába. Az 1970-es évek folyamán megjelent albumaik a rock történetének máig legnépszerűbb és legkelendőbb művei között vannak.
1970-ben Waters az avantgárd zeneszerzővel, Ron Geesinnel közösen készítette el a Music from The Body című albumot, amely az emberi testről szóló dokumentumfilm zenéjét tartalmazta. Geesin a Pink Floyd Atom Heart Mother című albumán is közreműködött.
Waters a Pink Floyd legfőbb dalszövegírójaként egyre erősebb vezető szerepet vívott ki magának. Ennek hatására kezdtek úgynevezett koncepcióalbumokat felvenni, melyek egy-egy (olykor meglehetősen személyes) témát jártak körül. Ezek a The Dark Side of the Moon, a Wish You Were Here, az Animals és a The Wall, amelyet Waters szinte teljesen egyedül írt. A Pink Floyd ismertebb dalainak, „slágereinek” (Money, Another Brick in the Wall (Part II)) ő az egyedüli szerzője. A Pink Floyd-katalógus több mint 70%-ában jelölik szerzőként (egyedül vagy megosztva).
Zenésztársai örültek, hogy ő írta a dalszövegeket és meghatározta, hogy merre haladjanak, míg ők leginkább a zenével voltak elfoglalva (1995-ben, ellenségeskedésük csúcsán Gilmour Waterst „nagyon lelkesítő és nyilvánvalóan remek szövegíró”-nak nevezte). A zenekar legnépszerűbb dalai, mint az "Echoes", a Time, az Us and Them, a Wish You Were Here és a Shine on You Crazy Diamond sikeresen ötvözik Waters költői szövegeit Gilmour, Wright és Mason precíz zenéjével. Az Us and Them első változata Michelangelo Antonioni Zabriskie Point című filmjéhez készült könnyed darab volt (nem került be a filmbe), de igazán akkor lett kellően éles, amikor Waters panaszos, háborúellenes szöveget írt hozzá. Sajnos ez a kompromisszumokra épülő munkakapcsolat az 1975-ös Wish You Were Here után megszűnt.[forrás?] Az 1977-es Animalsen sem Mason, sem Wright nem vett részt a dalszerzésben, Gilmour is csak a "Dogs" társszerzője volt (a dal a korábbi koncerteken You Gotta Be Crazy címmel szerepelt). Az 1979-es The Wallon Waters csak négy dalt írt valaki mással: hármat Gilmourral (Young Lust, Comfortably Numb, Run Like Hell), egyet pedig Bob Ezrinnel (The Trial). Ebben az időben a szerzőség jelölése állandó vitaforrás volt: Gilmour azt mondta, hogy az „Another Brick in the Wall (Part II)”-hoz hasonló dalokban való közreműködéséért (például az említett dal gitárszólójáért) egyáltalán nem kapott szerzőségi jelölést. Nick Mason Inside Out: A Personal History of Pink Floyd című könyvében sokkal tárgyilagosabban ír a belső csatározásokról. A The Wall felvételei idején történt, hogy Waters kirúgta Wrightot a zenekarból, aki a turnén már fizetett zenészként vett részt. Mivel mindig megkapta a szerződésben foglalt fizetést, ő volt az egyetlen négyük közül, akinek a turné nyereséges volt. A turné költségeit a másik három tagnak kellett állnia.

### Szólókarrierje (1985 óta)
A Pink Floydtól való szakítása után Waters rögtön útnak indította szólókarrierjét, amelynek során három stúdióalbumot (The Pros and Cons of Hitch Hiking, Radio K.A.O.S., Amused to Death) jelentetett meg, közreműködött egy filmzenei albumon (When The Wind Blows), továbbá kiadott két koncertlemezt (The Wall Live in Berlin, In the Flesh: Live), egy válogatást (Flickering Flame: The Solo Years Vol. 1) és egy operát (Ça Ira).
Első szólóalbuma az 1984-ben megjelent The Pros and Cons of Hitch Hiking, amely egy átlagos középkorú férfi éjszakai álmáról szól. Az album felvételén a legendás gitáros Eric Clapton, a híres dzsesszszaxofonos David Sanborn és a zseniális karmester, Michael Kamen segített, előbbi elkísérve Waterst 1984-es turnéjára is. Az album demóját 1978-ban készítette, az idő tájt készült el a The Wall demó is. Amikor Waters megmutatta a két demót a Pink Floyd tagjainak, kivétel nélkül a The Wallt támogatták, így a Pros and Const félretette, majd a The Final Cut elkészítése után vette elő újra, ekkor azonban már szóló projektként dolgozott rajta. Az album több személyes témát is érint – ezért is döntöttek Gilmourék 1978-ban az elnapolása mellett – ilyen a kapuzárási pánik és a házasságtörés. A főhős álma hajnali fél ötkor kezdődik és 5 óra 11 percig tart. Az albumot Waters egy európai és egy észak-amerikai turnéval támogatta meg, amely során minden helyszínen telt házas előadást tartott. A turné 1984. június 16-án indult Svédországban és ugyanezen év július 31-én Kanadában ért véget. A sikerre való tekintettel egy évvel később ismét visszatértek Észak-Amerikába, erre az útra azonban Eric Clapton már nem tartott a csapattal. Több, korábban a Pink Floyd stábjába tartozó szakember is segített a turné sikeressé tételében, többek között Gerald Scarfe, Mark Fisher és Jonathan Park. A kritikusok és a rajongók egyaránt kedvező kritikával fogadták.
1986-ban jelent meg a When the Wind Blows, amely egy atomháborút felvázoló animációs film zenéje. Az albumon Waters mellett szerepel még David Bowie, a Genesis és a Squeeze is. Waters ironikus és kritikus dalszövegei jól illenek a film képi világába.
1987-ben jelent meg Waters második koncept szólóalbuma, a Radio K.A.O.S., amely a 23 éves kerekesszékes srácról, Billyről szól, aki hallja a rádió hullámokat a fejében. Az album megjelenését egy turné követte, amely augusztus 14-én indult Rhode Islanden és november 22-én ért véget a londoni Wembley Arénában, ahol fellépett az 1973-as a The Dark Side of the Moon-on éneklő Clare Torry is. Az arénás turné ellenére sem fogyott nagy számban a lemez. Ennek az egyik oka talán, hogy ugyanebben az évben jelent meg a Gilmour vezette Pink Floyd új albuma, az A Momentary Lapse of Reason, amely szemben Waters albumával kasszasiker lett.
A berlini fal 1989-es lebontása után sikerült újra felhívnia magára a világ figyelmét egy gigantikus jótékonysági koncerttel, melyet Németország újraegyesülése ünnepeként tartott 1990. július 21-én Berlinben. A koncert helyszíne a Potsdamer Platz volt, az a hely, amely a fal idején a „senki földje” volt. Rengeteg szupersztár vendégszereplésével adta elő a legendás The Wall albumot. A koncertet százezrek látták élőben, és ötven ország televíziója közvetítette az eseményt. Egyes szakértők szerint ez volt az addigi legnagyobb rockkoncert a világon. A koncert The Wall Live in Berlin címmel jelent meg CD-n, videón és DVD-n. Nemrég pedig kiadták Super Audio CD formátumban is. A koncertért elnyerte a "Media Event of the Year" díjat.
1992-ben megjelent a harmadik koncept albuma, az Amused to Death, amely a korrupcióról, a televízió érzéketlenné tevő hatásáról szól, s amely talán a legkritikusabb album a társadalommal szemben a The Wall óta. Az albumról kislemez született, a What God Wants, Part 1, amely Amerikában a rádiók egyik kedvence lett, és előkelő helyet foglalt el a slágerlistákon. Az album producere Roger régi barátja, Patrick Leonard. Egy új technikának köszönhetően a lemeznek 3D-s hangzása van, a kritikusok szerint „mozi a fülnek”.
1999-ben Waters világkörüli turnéra indult a már emblematikusnak számító Pink Floyd-dalokkal és szólókarrierje legjobb dalaival. Az In the Flesh turné körbejárta a világot, minden kontinensen megfordult. A hároméves turné (2002-ben ért véget) során 2002. június 15-én Budapesten lépett fel, elkápráztatva a magyar közönséget is. A magyarországi koncert jelentőségét az adta, hogy korábban sem együtt, sem szólóban nem koncertezett a Pink Floyd egyik tagja sem Magyarországon. A turné anyaga CD-n és DVD-n is megjelent In the Flesh Live címmel.
2004. május 1-jén mutatta be először Ça Ira című operáját Málta fővárosában, Vallettában.
2004 szeptemberében jelent meg az interneten két új dala, a To Kill The Child és a Leaving Beirut. Mindkét dalt az Amerikai Egyesült Államok és szövetségesei iraki háborúja, és az arab ország megszállása inspirálta. Waters már a háború kezdetekor az azt ellenzők táborába tartozott, de egyre nyíltabban fejezi ki az amerikai háborús politika elleni véleményét. Az amerikai elnökválasztáson 2004-ben George W. Bush elleni szavazásra szólította fel az elektorokat.
Waters és a Pink Floyd 2005-ben a londoni Live Aid koncerten egyesült újra. A koncerten egy 23 perces blokkot játszottak. A következő dalok szólaltak meg: Breathe (In The Air), Wish You Were Here, Money és a Comfortably Numb. A Pink Floyd újraegyesülése a koncert legnagyobb szenzációjának számított.
2005. szeptember 26-án megjelent a francia forradalomról szóló Ça Ira című operája. A műben hallható Bryn Terfel bariton, Ying Huang szoprán és Paul Groves tenor.
2006. június 2-án Lisszabonban kezdetét vette a The Dark Side of the Moon Live-turné. Középpontjában a The Dark Side of the Moon állt, de előkerültek a korábbi Pink Floyd-slágerek is, valamint szólódalai is. A koncert fantasztikus hangzással és látvánnyal kápráztatta el a nézőket, miközben a háttérben végig ott volt Waters háborúellenes politikája is. A turné az összes kontinensen végigment, s 2007 nyarán Amerikában ért véget. A magyarországi érdeklődők április 14-én láthatták a Papp László Sportarénában.
2007. március 12-én jelent meg a Hello (I Love You) című kislemeze, amelyet a Grammy-díjas zeneszerző, Howard Shore közreműködésével készített a The Last Mimzy című film zenei albumára. A dal elhangzik a filmben is.
2007. május 10-én fellépett egy Syd Barrett tribüt koncerten, ahol számos sztárvendég mellett a „csonka” Pink Floyd (Gilmour, Mason, Wright) is zenélt. Waters és Gilmourék külön előadást tartottak – nem léptek együtt a színpadra. Waters július 7-én New Yorkban játszott a Live Earth koncerten, amelynek célja, hogy felhívják az emberek figyelmét a globális felmelegedésre. A koncerten az In The Flesh intrója után a Money, az Us And Them, a Brain Damage, az Eclipse és az Another Brick in the Wall (Part 2) című dalokat adta elő, utóbbit a Trenton Youth Choir gyerekei és az óriási repülő disznó kíséretében.
Waters a Millennium Promise nevű nonprofit szervezet egyik szóvívője lett. A fiatal szervezet a malária és az extrém szegénység ellen harcol. A témáról 2007. június 11-én a CNN honlapjára írt egy kommentárt.
Roger Waters 2010. szeptember 15-én megkezdte világturnéját a Fallal, mely koncertsorozat 2013. szeptember 21-én ért véget Párizsban. A turné két alkalommal is érintette Magyarországot, egy 2011. június 22-i Papp László Budapest Sportarénában megrendezett, és egy 2013. augusztus 25-i Puskás Ferenc Stadionban tartott koncert erejéig. A turnéra összesen 4.268.028 ember váltott jegyet, ami 458.673.798 USD összbevételt jelent. A Fal turné harmadik helyen áll, a minden idők legtöbb bevételt hozó turnéi listáján, a billboard.com mutatói szerint.
2017 februárjában új lemezt jelentett be Is This the Life We Really Want? – címmel. 25 év elteltével ez volt az első szólólemeze. A lemezen a Radiohead állandó producere, Nigel Godrich volt a producer. Godrich kritizálta a Waters korábbi szólómunkáját, és arra buzdította, hogy készítsen egy tömörebb albumot, konzisztens dalszöveggel és koncepcióval. A lemezt kedvezően fogadták a hallgatók és a kritikusok.
2016-ban a Desert Trip zenei fesztiválon lépett fel, grandiózus előadással. Ezután bejelentette az "Us and Them" turnéját, melyben mind a Pink Floyd, mind a szólókarrierje valamennyi számát előadja. Ezzel a turnéval is bejárta a világot, 2018. május 2-án a Budapesten, a Papp László sportarénában adott teltházas előadást. A koncertet nagyívű vizuális effektek, lézershow, kivetítések és kiváló surround-hangzás jellemezte.

## Diszkográfia
| Stúdióalbumok - The Pros and Cons of Hitch Hiking (1984) - Radio K.A.O.S. (1987) - Amused to Death (1992) - Is This the Life We Really Want? (2017) Filmzenék - Music from The Body (1970) - When the Wind Blows (1986) Opera - Ça Ira (2005) Koncertalbumok - The Wall – Live in Berlin (1990) - In the Flesh: Live (2000) - Roger Waters: The Wall (2015) Válogatások - Flickering Flame: The Solo Years Vol. 1 (2002) | Stúdióalbumok - The Piper at the Gates of Dawn (1967) - A Saucerful of Secrets (1968) - Music from the Film More (1969) - Ummagumma (1969) - Atom Heart Mother (1970) - Meddle (1971) - Obscured by Clouds (1972) - The Dark Side of the Moon (1973) - Wish You Were Here (1975) - Animals (1977) - The Wall (1979) - The Final Cut (1983) Válogatások - The Best of the Pink Floyd (1970) - Relics (1971) - A Nice Pair (1974) - A Collection of Great Dance Songs (1981) - Works (1983) |

## Turnék
- 1999 – 2000 és 2002 – In the Flesh
- 2006 – 2007 – The Dark Side of the Moon Live
- 2010 – 2013 – The Wall Live
- 2017 – 2018 – Us+Them